# Trot
Il trot (트로트?, teuroteuLR, t'ŭrot'ŭMR o 트롯?, teurotLR, t'ŭrotMR), chiamato a volte anche ppongjjak (뽕짝?), è un genere di musica popolare coreana, sviluppatosi durante l'occupazione giapponese della nazione (1910-1945).

## Caratteristiche
La parola "trot" è stata coniata nei tardi anni Sessanta e usata retroattivamente per indicare anche il repertorio musicale dei decenni precedenti. Discende etimologicamente e stilisticamente dal foxtrot, che fu introdotto in Corea sul finire degli anni Venti e dal quale prese in prestito il metro 44 tra gli anni Sessanta e Settanta, quando si sviluppò propriamente come genere musicale. Gli standard della musica trot a livello di ritmo, tempo e tecnica vocale furono stabiliti dalla canzone Tears of Mokpo di Lee Nan-young nel 1935. Inizialmente aveva un metro binario, seguiva la scala pentatonica omettendo il quarto e il settimo tono, e usava la scala minore, mentre passò a quella maggiore dopo l'indipendenza. Vocalmente, è caratterizzato da ampio vibrato e intensità emotiva.
Sul finire del XIX secolo sono emersi numerosi dibattiti sulla percepita omogeneità tra il trot e il genere musicale giapponese enka. Per alcuni critici il trot, essendo nato durante l'occupazione nipponica, è una mera derivazione dell'enka, mentre per altri si è sviluppato in maniera parallela senza tuttavia derivarne. John Lie, professore di sociologia all'Università della California, l'ha definito "un genere nato dalla forma musicale occidentale e dal paesaggio sonoro giapponese".

## Storia
La storia del trot ebbe inizio nel 1928, quando in Corea nacque una fiorente attività di produzione discografica, gestita dai giapponesi che a quei tempi dominavano la penisola. Nel tentativo di sradicare la lingua locale, molte canzoni giapponesi pre-esistenti vennero tradotte in coreano, e le canzoni in coreano furono registrate e arrangiate in Giappone, assimilandole gradualmente alle canzoni giapponesi a partire dai tardi anni Trenta. Per questo motivo, le canzoni enka, popolari in Giappone, riscossero successo anche in Corea, e lo conservarono fino alla liberazione nel 1945. In seguito si cercò di eliminare l'influenza giapponese dalla musica e, grazie all'avvento delle produzioni indipendenti e all'introduzione del pop e del jazz, si creò uno stile diverso dall'enka che prese il nome di trot (scritto 트롯) o ppongjjak, sebbene quest'ultimo termine sia usato raramente in quanto ha connotazioni denigratorie.
Tra gli anni Sessanta e Settanta il trot assorbì il genere sin minyo (le "nuove canzoni folk" coreane), dopodiché incorporò elementi del soul e del rock creando il sottogenere "trot gogo". I principali esponenti di quest'epoca, considerata il periodo d'oro del trot, furono Lee Mi-ja, Nam Jin e Na Hoon-a, dopodiché l'avvento di nuovi stili e il ricambio generazionale lo spostarono progressivamente ai margini della scena musicale locale. Negli anni Ottanta, grazie al successo di Couple's Party, un album di medley trot di Joo Hyun-mi, e alla presenza di musicisti di "seconda generazione" come Sul Woon-do, Hyun Cheol e Tae Jin-ah, il genere smise di essere associato al nazionalismo diventando musica da cabaret e night club, e adottò caratteristiche delle ballate pop, della electronic dance e della techno.
Nel 2000 ebbe inizio la "terza generazione" di trot con il debutto della cantante Jang Yun-jeong. Il genere sperimentò un nuovo boom tra il 2019 e il 2020 grazie ai talent show Nae-ir-eun Miss Trot e Nae-ir-eun Mister Trot di TV Chosun, e Naneun trot gasuda di MBC.